# 14077 Volfango
14077 Volfango este un asteroid din centura principală de asteroizi.

## Descriere
14077 Volfango este un asteroid din centura principală de asteroizi. A fost descoperit pe 9 august 1996 la Stroncone de Antonio Vagnozzi. Asteroidul prezintă o orbită caracterizată de o semiaxă mare de 3,11 ua, o excentricitate de 0,13 și o înclinație de 4,9° în raport cu ecliptica.